# Tobias Jesso Jr.
Tobias MacDonald Jesso Jr. (North Vancouver, 11 luglio 1985) è un paroliere, produttore discografico e cantautore canadese. Autore di brani di grande successo per artisti come Adele, Sia e Niall Horan, nel 2023 ha vinto il Grammy Award all'autore non-classico dell'anno, premio assegnato per la prima volta proprio durante i Grammy Awards 2023.

## Biografia
Nel 2014, dopo aver iniziato a inviare demo alle case discografiche l'anno precedente, Jesso inizia a collaborare con artisti come Adele e Sia co-scrivendo i loro rispettivi singoli When We Were Young e Alive, entrambi pubblicati l'anno successivo con un buon riscontro commerciale. Nel 2015 pubblica il suo album di debutto Goon e viene inserito nella lista dei migliori nuovi artisti dell'anno stilata da Rolling Stone. Sempre nel 2015 ottiene una nomination ai Juno Awards nella categoria "miglior autore", mentre il suo singolo How Could You Babe viene inserito nella top 10 di Rolling Stone delle migliori canzoni dell'anno.
A partire dal 2016 inizia a lavorare per altri artisti molto noti come John Legend, Shawn Mendes, Niall Horan (per il quale scrive, tra le altre, Slow Hands), P!nk, Ellie Goulding, Harry Styles, Florence and the Machine, Lewis Capaldi, FKA twigs, Diplo e altri. Nel 2023, Jesso vince due Grammy Awards, rispettivamente nelle categorie album dell'anno (per via della sua partecipazione a Harry's House di Harry Styles) e autore non-classico dell'anno. Quest'ultima categoria era stata introdotta per la prima volta proprio durante quell'edizione, il che lo rende il primo artista nella storia ad aver vinto questo premio.

## Vita privata
Dal 2019 al 2022 è stato sposato con la cantante australiana Emma Louise, con cui ha avuto un figlio.

## Discografia

### Album
- 2015 – Goon

### Singoli
- 2015 – True Love
- 2015 – Hollywood
- 2015 – How Could You Babe

## Crediti come autore e produttore
| Anno | Titolo                                      | Interprete                           |
| ---- | ------------------------------------------- | ------------------------------------ |
| 2015 | Alive                                       | Sia                                  |
| 2015 | When We Were Young                          | Adele                                |
| 2015 | Lay Me Down                                 | Adele                                |
| 2016 | Roses                                       | Shawn Mendes                         |
| 2016 | How Do We Make It                           | Jarryd James                         |
| 2016 | Same Old Story                              | John Legend                          |
| 2016 | Marching into the Dark                      | John Legend                          |
| 2017 | Slow Hands                                  | Niall Horan                          |
| 2017 | Orlando                                     | XXXTentacion                         |
| 2017 | Ayala (Outro)                               | XXXTentacion                         |
| 2017 | You Get My Love                             | Pink                                 |
| 2017 | Still Around                                | Paloma Faith                         |
| 2018 | If You Leave Me Now                         | Charlie Puth                         |
| 2018 | Hunger                                      | Florence and the Machine             |
| 2018 | Grace                                       | Florence and the Machine             |
| 2018 | The End of Love                             | Florence and the Machine             |
| 2018 | Bruised Fruit                               | St. Paul & The Broken Bones          |
| 2018 | Not Thinkin' About You                      | Ruel                                 |
| 2018 | Wish You Well                               | Emma Louise                          |
| 2018 | Mexico                                      | Emma Louise                          |
| 2018 | Falling Apart                               | Emma Louise                          |
| 2018 | Just the Way I Am                           | Emma Louise                          |
| 2018 | Never Making Plans Again                    | Emma Louise                          |
| 2018 | Gentleman                                   | Emma Louise                          |
| 2018 | Shadowman                                   | Emma Louise                          |
| 2018 | Solitude                                    | Emma Louise                          |
| 2018 | A Book Left Open in a Wild Field of Flowers | Emma Louise                          |
| 2018 | When It Comes to You                        | Emma Louise                          |
| 2018 | Malibu Nights                               | LANY                                 |
| 2018 | Reasons                                     | Cautious Clay                        |
| 2019 | Unsaid                                      | Ruel                                 |
| 2019 | BRKN                                        | Madison Ward                         |
| 2019 | Hallelujah                                  | Haim                                 |
| 2020 | Nice to Meet Ya                             | Niall Horan                          |
| 2020 | San Francisco                               | Niall Horan                          |
| 2020 | Bend the Rules                              | Niall Horan                          |
| 2020 | Nothing                                     | Niall Horan                          |
| 2020 | No Judgement                                | Niall Horan                          |
| 2020 | Woman                                       | Ellie Goulding                       |
| 2020 | Brush Fire                                  | Gracie Abrams                        |
| 2020 | Pain                                        | King Princess                        |
| 2020 | Intro                                       | Shawn Mendes                         |
| 2020 | Always Been You                             | Shawn Mendes                         |
| 2021 | Overdrive                                   | Conan Gray                           |
| 2021 | Kansas                                      | Ashe                                 |
| 2021 | Whoa                                        | Cautious Clay                        |
| 2021 | Shook                                       | Cautious Clay                        |
| 2021 | To Be Loved                                 | Adele                                |
| 2021 | Somewhere                                   | LANY                                 |
| 2021 | I Die First                                 | LANY                                 |
| 2021 | Tom Brady                                   | Amy Allen                            |
| 2021 | Unsatisfied                                 | Amy Allen                            |
| 2022 | Which Way (feat. Dystopia)                  | FKA twigs                            |
| 2022 | Careless (feat. Daniel Caesar)              | FKA twigs                            |
| 2022 | Thank You Song                              | FKA twigs                            |
| 2022 | C'mon Baby, Cry                             | Orville Peck                         |
| 2022 | The Curse of the Blackened Eye              | Orville Peck                         |
| 2022 | Let You Go                                  | Diplo                                |
| 2022 | No Good Reason                              | Omar Apollo                          |
| 2022 | Boyfriends                                  | Harry Styles                         |
| 2022 | Dotted Lines                                | King Princess                        |
| 2022 | Dangerous                                   | Madison Beer                         |
| 2022 | Better Angels                               | Marcus Mumford                       |
| 2023 | How I'm Feeling Now                         | Lewis Capaldi                        |
|      | Heaven                                      | Niall Horan                          |
|      | Thousand Miles                              | Miley Cyrus feat Brandi Carlile      |
|      | Wildcard                                    | Miley Cyrus                          |
|      | Always                                      | Daniel Caesar                        |
|      | Champ                                       | Portugal. The Man feat. Edgar Winter |